# Мариця (футбольний клуб)
«Мариця» (болг. ФК Марица) — болгарський футбольний клуб із міста Пловдив. Матчі проводить на стадіоні «Мариця» місткістю 5000 глядачів.
Клуб провів чотири сезони у Групі А, вищому дивізіоні країни (1967/1968 — 16-те місце, 1969/1970 — 14-те місце 1970/1971 — 16-те місце і 1996/1997 — 14-те місце), а також був півфіналістом національного кубка в 1987 та 1997 роках.
Найкращим бомбардиром клубу за всю історію є Венко Мендізов із 77 голами, а Георгій Ганев провів найбільшу кількість матчів за команду — 235. Найвідоміші тренери команди — Атанас Манолов, Георгій Найденов, Михаїл Душев та Петар Зехтінський.

## Історія

### Хронологія назв
- «Мариця» (1921—1944)
- «Спартак Торпедо» (29 грудня 1944—1947)
- «Спартак-Текстилець» (1947)
- «Бенковскі» (1947)
- «Мариця» (1948—1949)
- «Строїтел» (1949—1950)
- «Ударник» (1951—1957)
- «Мариця» (з 1957)

### Ранні роки
ФК «Мариця» був створений 20 вересня 1921 року як Спортивний клуб «Мариця» після об'єднання команд із району Каршияка — «Вампір» та «Тріте конскі сили». Кристьо Мілков був обраний його першим головою, а клуб зареєстрований у Пловдивському обласному суді. Найбільша заслуга появи клубу лежить на Янко Ат. Рашкові, який запропонував назву і кольори — жовтий і синій, де жовтий колір представляв родючість Фракії, а блакитний — води річки Мариця, що протікає через місто і на честь якої названо клуб. Рашков також став першим головою опікунської ради при СК «Мариця».

Наступного дня пройшло перше тренування гравців під керівництвом Луко Рашкова. Він привітав зібраних вболівальників та гравців словами:
З цього дня у Каршияці є спортивний клуб «Мариця», і для нас це честь зібратись тут, що ми першими захищаємо спортивну честь мікрорайону та міста Пловдив.
Першими гравцями команди стали:
- Георгій Стефанов-Хаджията — воротар
- Петар Мумджиєв — лівий захисник
- Христо Петров-Іто — правий захисник
- Луко Рашков — центральний захисник
- Стефан Кристев — правий півзахисник
- Георгій Стефанов-Джогула — лівий півзахисник
- Пейчо Пеев — центральний нападник
- Светослав Мутафчієв — правий інсайд
- Апостол Ніколов — правий фланговий
- Борис Лафчієв — лівий інсайд
- Лазар Божилов-Лако — лівий фланговий.

Цікавим моментом в історії пловдивської «Мариці» стало те, що з 12 лютого 1939 року клуб має нотаріальний акт на поле, де змагається футбольна команда. Стадіон «Мариця» офіційно відкрили 30 травня 1943 року, коли командир 9-го стрілецького полку урочисто передав майданчик Кристо Мілкову, на той час голові клубу.

### Виступи у вищому дивізіоні
Команда тривалий час виступала у другому або третьому дивізіонах болгарського футболу і лише у 1967 році їй уперше вдалося вийти до вищого дивізіону країни.
Перший сезон «Мариці» в еліті був багато в чому невдалим. Команда фінішувала останньою (16 місце), маючи за сезон 6 перемог, 5 нічиїх та 19 програшів, набравши лише 17 очок (на вісім очок нижче зони вильоту), через що команда вилетіла назад до Групи Б.
Однак команді не довелося довго чекати свого другого сезону в вищій лізі. Це відбулося вже через два сезони, у розіграші 1969/70. Цього разу «Мариці» вдалося виграти 10 ігор та зіграти внічию тричі, заробивши таким чином 23 очки. Цього було достатньо, щоб команда забезпечила собі прописку в Групі А на наступний рік.
Третій сезон в еліті виявився менш вдалим. Команда фінішувала останньою, маючи лише 4 перемоги та 17 очок за цілий сезон. На цьому закінчилося дворічне перебування клубу в елітній категорії.
У період з 1971 по 1996 рік «Мариця» знову переміщалась між другим і третім дивізіоном болгарського футболу. Це змінилося в 1996 році, коли команда після 25-річної відсутності в болгарській еліті повернулася до Групи А. Там команда боролася від вильоту до останнього туру, однак цього було недостатньо, оскільки «Мариця» посіла 14-те місце, набравши на 3 очки менше за «Етир» (Велико-Тирново), який врятувався від вильоту, і таким чином знову понизилась у класі.

### Нова історія
У 2011 році «Мариця», яка виступала у Групі В, третьому дивізіоні, об'єдналась з клубом «Раковський» з однойменного міста за допомогою мера Раковського Івана Антонова. Новостворений клуб після об'єднання дістав назву «Раковський 2011» і почав проводити свої матчі в Раковському. Новий клуб отримав ліцензію «Мариці» та всіх гравців, що фактично означало зникнення пловдивського клубу.
Однак Ініціативний комітет вболівальників «Мариці» скликав Установчі збори 19 квітня 2011 року з ідеєю відродити історичну команду. Головою Правління відновленого ФК «Мариця» обрали Марина Ленгерова, а Рада правління стала складатись з Івана Чалакова, Огняна Андонова, Николи Колева та Румена Баланджиєва, яких обрали одноголосно.
У сезоні 2011/2012 «Мариця» розпочала участь у національному чемпіонаті найнижчого рівня — «Б» ОФГ Пловдив, п'ятому дивізіоні країни. Команда фінішувала першою і на сезон 2012/2013 вийшла до А ОФГ, де фінішувала з першої спроби на 2-му місці.
Наприкінці 2013 року було обрано нове керівництво. Новим головою правління призначено адвоката Георгія Іванова, а в правління увійшли Димитар Панев, Любчо Атанасов, Іліан Йорданов та Петар Курдов. У сезоні 2013/2014 команда стала чемпіоном А ОФГ та знову підвищилась у класі, потрапивши до Південно-східної Групи В, третього дивізіону країни. Протягом сезону 2014/2015 тренером команди був Петро Курдов із помічниками Георгієм Оновим та Євгенієм Курдовим.
17 квітня відбулися Генеральні збори, на яких було обрано Раду директорів у складі Христо Ніколова, Христо Христова, Ральо Ралева (згодом відмовився), Івана Кехайова та Георгія Попова, а старшого тренера Петара Курдова замінив Кирил Андонов. 14 грудня 2015 року за рішенням правління тренером було призначено Стояна Димитрова, а Кирил Андонов став спортивно-технічним директором.
У сезоні 2015/2016 «Мариця» фінішувала 9-ю у Групі В, а в сезоні 2016/2017 посіла друге місце. Після цього клуб був перетворений в акціонерне товариство, президентом клубу став Христо Христов. Через відмову від підвищення команди «Загорець» (Нова Загора), яка посіла перше місце, «Мариця» вийшла у Другу професіональну лігу. Тоді ж 16 червня 2017 року клуб підписав угоду про співпрацю з «Ботевим» (Пловдив). Втім там за підсумками сезону 2017/2018, незважаючи на показані хороші результати у багатьох іграх, команда вилетіла назад до Третьої аматорської ліги, посівши 14-те місце. Наприкінці сезону тренер Стоян Димитров подав у відставку, а команда закінчувала сезон з тимчасовим тренером.
На сезон 2018/2019 головним тренером був призначений Борислав Караматев, колишній гравець клубу. Під його керівництвом клуб посів 5 місце у третьому дивізіоні, після чого угода з молодим фахівцем була подовжена.

## Молодіжна школа
Клуб особливо відомий своєю відомою молодіжною програмою, яка протягом багатьох років виховала багатьох болгарських талантів. Вихованцями «Мариці» зокрема є володар «Золотого м'яча» Христо Стоїчков, а також ряд болгарських збірників, такі як Динко Дерменджиєв, Георгій Попов, Георгі Георгієв, Костадин Відолов, Петар Курдов, Красимир Чомаков, Румен Христов, Александар Александров, Асен Николов, Красимир Димитров, Йордан Тодоров, Марчо Дафчев, Георгі Христов, Валерій Домовчийський та багато інших.

## Сезони
| Сезон     | Група                              | Місце | Кубок                             |
| 2007/2008 | Група Б                            | 6     | 1 раунд                           |
| 2008/2009 | Група Б                            | 15    | 1/8 фіналу                        |
| 2009/2010 | Група В                            | 2     | 1/8 фіналу                        |
| 2010/2011 | Група В                            | 9     | попередня фаза                    |
| 2011/2012 | «Б» ОФГ Пловдив                    | 1     | попередня фаза                    |
| 2012/2013 | «A» ОФГ Пловдив                    | 2     | попередня фаза                    |
| 2013/2014 | «A» ОФГ Пловдив                    | 1     | попередня фаза                    |
| 2014/2015 | Група В                            | 11    | попередня фаза                    |
| 2015/2016 | Група В                            | 9     | попередня фаза                    |
| 2016/2017 | Третя ліга — південно-східна група | 2     | попередня фаза                    |
| 2017/2018 | Друга професіональна ліга          | 14    | 1/16 фіналу                       |
| 2018/2019 | Третя ліга — південно-східна група | 5     | регіональний фінал попередня фаза |
| 2019/20   | Третя ліга — південно-східна група | 3     | національний попередній раунд     |

## Відомі футболісти
- Христо Стоїчков
- bg:Венко Мендизов
- Дінко Дерменджиєв
- Георгій Попов
- Іван Задума
- Костадин Видолов
- Владимир Фатов
- Александар Александров
- Георгі Георгієв
- Петар Курдов
- Запрян Раков
- Валерій Домовчийський
- Георгі Христов
- Атанас Борносузов
- Красимир Чомаков
- Венко Мендизов
- Михаїл Душев
- Георгі Ганев
- Александар Ніколов
- Георгі Фіданов
- Красимир Димитров
- Христо Фурджев
- Румен Христов
- Веселин Тосев
- Христо Христов
- Євгеній Курдов
- Атанас Курдов
- Трифон Бримбаров
- Стефан Тахчієв
- Бончо Мерджанов
- Димитар Генов
- Тодор Каменський
- Веселин Джамбов
- Йовко Іванов
- Янко Узунов
- Васіл Кристев
- Филип Колев
- Манол Георгієв
- Васіл Каламов
- Іван Площаков
- Іван Йотовський
- Асен Ніколов
- Петар Станев
- Йордан Тодоров
- Йордан Христов
- Николай Манчев
- Рангел Абушев
- Теодор Скорчев
- Пламен Крачунов
- Георгій Копанов
- Станимир Енев
- Тодор Тимонов